# Anton Grohmann
Anton Grohmann (* 18. März 1887 in Janovka/Johannesberg, Nordböhmen; † 15. Januar 1944 in Praskowitz) war ein deutscher römisch-katholischer Geistlicher und Märtyrer.

## Leben
Anton (auch: Antonín) Grohmann studierte katholische Theologie  und wurde am 16. Juli 1911 in Leitmeritz zum Priester geweiht. Als Kaplan wirkte er in Ruschowan. Ab 1915 war er Administrator in Reichstadt und Katechet in Komotau, ab 1925 Pfarrer in Gastorf, wo er eine Familienzeitschrift herausgab. Er wurde in Theologie promoviert und war Konsistorialrat und Dechant. 1940 übernahm er die Pfarrei Praskowitz an der Elbe. Hier wurde er 1943 wegen einer Predigtäußerung verhaftet und zu 10 Monaten Gefängnis verurteilt. Nach Verbüßung der Strafe starb er am 15. Januar 1944 an den Folgen der Haft. Er war 56 Jahre alt.

## Gedenken
Die Römisch-katholische Kirche in Deutschland hat Anton Grohmann als Märtyrer aus der Zeit des Nationalsozialismus in das deutsche Martyrologium des 20. Jahrhunderts aufgenommen.